# Patti Webster
Patti Webster (ur. 1964, zm. 13 września 2013) – amerykańska publicystka i minister.

## Życiorys
Patti Webster specjalizowała się w inżynierii i badaniach operacyjnych w Virginii Tech. W 1991 roku założyła firmę W & W Public Relations. Zmarła 13 września 2013 roku na raka.